# Сато, Ясумицу
Ясумицу Сато (яп. 佐藤 康光 Сато: Ясумицу) — японский профессиональный игрок в сёги, 9-й дан, 4-й пожизненный кисэй. Учился у Кайсю Танаки (яп. 田中魁秀 Танака Кайсю:), 9-го дана.
Представитель «поколения Хабу», входит в «группу Симы Акиры» (c Хабу и Мориути).
Президент Японской ассоциации сёги с 2017 по 2023 год.

## Разряды по сёги
- 1982: Поступил в Сёрэйкай, получив 6 кю.
- 1984: 1 дан
- 1987: 4 дан
- 1989: 5 дан
- 1992: 6 дан
- 1993: 7 дан, рюо.
- 1996: 8 дан, пожизненный кисэй.
- 1998: 9 дан[4].

## Победы

### Титульные матчи
| Турнир  | Сезоны завоеваний титула | Число титулов |
| ------- | ------------------------ | ------------- |
| Рюо     | 1993                     | 1             |
| Мэйдзин | 1998—1999                | 2             |
| Кисэй   | 2002—2007                | 6             |
| Кио     | 2006—2007                | 2             |
| Осё     | 2001, 2011               | 2             |

- Всего титулов: 13 (7-е место за всю историю сёги)
- Участий в финальных матчах: 37

### Нетитульные турниры
| Турнир                 | Сезоны побед     | Число побед |
| ---------------------- | ---------------- | ----------- |
| Гинга («Млечный путь») | 2003, 2008, 2010 | 3           |
| Кубок NHK              | 2006—2007, 2016  | 2           |
| Хаядзаси сэнсюкэн      | 1990—1991        | 2           |
| Нихон сиридзу          | 2004, 2006       | 2           |
| Другие                 | 1998, 2012       | 2           |

- Всего нетитульных побед: 12.
- Большой приз сёги: 1990, 1992—1993,  1995, 1997—1998, 2001—2002, 2004—2007, 2009, 2011 (итого 14 призов)[4].